# Thomas Vermaelen
Thomas Vermaelen (Kapellen, 14 de novembre de 1985) és un exfutbolista professional flamenc que jugava com a defensa central.

## Carrera

### Inicis
Vermaelen comença la seua carrera a l'equip del seu país natal Germinal Ekeren, el qual més tard canviaria el seu nom a Germinal Beerschot després d'una fusió.

### Ajax
L'any 2000 s'uní a l'acadèmia neerlandesa de l'AFC Ajax. I feu el seu debut professional el 15 de febrer de 2004 en una victòria 2-0 fora de casa contra l'FC Volendam. Fou no obstant l'únic partit que jugà amb l'Ajax que guanyà el campionat Eredivisie. El manaren cedit al RKC Waalwijk en la temporada 2004–05. Al RKC no fou un jugador de l'onze titular, però feu 13 aparicions en les quals marcà dos gols.
La seua millora arribà amb el seu retorn a l'Ajax i guanyà la Copa KNVB. Aquest acompliment el portà a la selecció de futbol de Bèlgica. El Johan Cruijff Schaal i una altra Copa KNVB s'afegiren en la temporada següent i el 2007 guanyà el Johan Cruijff Schaal per segona vegada consecutiva. Vermaelen fou el capità de l'Ajax de la temporada 2008-09.

### Arsenal
Vermaelen s'uní a l'Arsenal FC des de l'AFC Ajax per un preu de compra de 10 milions d'euros (8,45 milions de lliures), arribant als 12 milions de € (£10.1m) el 19 de juny de 2009. L'agost de 2012, fou confirmat com a nou capità de l'Arsenal, després que Robin van Persie marxés de l'equip.

### FC Barcelona
El dissabte 9 d'agost de 2014 es va anunciar el ser traspàs al FC Barcelona per les següents 5 temporades, després de passar una exhaustiva revisió mèdica davant el seu historial de lesions, amb un preu de traspàs d'uns 15 milions d'euros. D'aquesta manera, esdevingué el vuitè jugador en ser traspassat al Barça des de l'Arsenal des de l'any 2000.
La seva primera temporada amb el Barça la va passar en blanc, lesionat, i va jugar només el darrer (i sense significació) partit de lliga, de manera que segons va declarar, no es va sentir partícip del triplet assolit per l'equip.

#### Cessió a la Roma
El 8 d'agost de 2016, l'AS Roma va contractar Vermaelen cedit pel Barça, per un any, amb opció de compra. El 18 d'agost de 2016, Vermaelen va debutar amb la Roma als play-off de classificació per la Lliga de Campions de la UEFA contra el FC Porto i fou expulsat per dues targetes grogues després de només 41 minuts.
Durant el temps que es va estar al club, Vermaelen va jugar només 607 minuts a causa d'una lesió, i va retornar al FC Barcelona al final de la temporada.

#### Retorn al FC Barcelona
El 26 de novembre de 2017, Vermaelen va jugar com a titular en l'empat 1–1 contra el València CF a Mestalla, per cobrir la baixa de Samuel Umtiti, que s'havia lesionat al partit anterior. Va mantenir-se com a titular al centre de la defensa durant els següents partits, inclosa la victòria del Barça per 0-3 al Santiago Bernabéu contra el Reial Madrid. El belga va rendir a un gran nivell durant la baixa de Samuel Umtiti, fins que es va tornar a lesionar el 21 de gener de 2018, en partit de lliga contra el Reial Betis precisament coincidint amb el retorn del francès a una llista de convocats després de dos mesos fora dels terrenys de joc. Vermaelen va tornar contra el Girona substituint a Gerard Piqué qui havia rebut un cop. El juliol de 2019 va finalitzar el contracte amb el Barça, que no el va renovar.

## Palmarès

### Ajax
- 1 Eredivisie: (2003-04)
- 2 Copa KNVB: (2005-06 i 2006-07)
- 2 Supercopa neerlandesa: (2006 i 2007)

### Arsenal FC
- 1 Copa anglesa: (2013-14)

### FC Barcelona
- 1 Campionat del Món de Clubs de futbol: (2015)[16]
- 1 Lliga de Campions: (2014-15)[17]
- 1 Supercopa d'Europa: (2015)[18]
- 4 Lligues espanyoles: (2014-15,[19] 2015-16,[20] 2017-18 i 2018-19)[21]
- 3 Copes del Rei: (2014-15,[22] 2015-16[23] i 2017-18)[24]
- 1 Supercopa espanyola: 2018[25]